# Lodoicea seychelská
Lodoicea seychelská (Lodoicea maldivica) je endemický druh palmy, rostoucí pouze na Seychelských ostrovech. Je to jediný druh rodu Lodoicea a je význačný tím, že má největší semeno ze všech rostlin na světě.

## Výskyt
Lodoicea seychelská se vyskytuje pouze na dvou místech na světě. Těmi místy jsou seychelské ostrovy Praslin a Curieuse. Palma nicméně není ani na těchto ostrovech převažující rostlinou a často se skrývá v porostech jiných rostlin. Palmu získalo i několik botanických zahrad po celém světě, nicméně rozmnožování této rostliny je natolik zdlouhavé a náročné, že se jí daří množit mimo původní oblast výskytu jen velmi výjimečně. Proto seychelská vláda rozhodla o jejím vysazení i na dalších ostrovech souostroví, aby se snížil vliv rizik (požárů apod.) na populaci druhu. Všechny exempláře této palmy jsou evidovány a chráněny zákonem.

## Popis
Lodoicea seychelská dorůstá výšky okolo 30 m, což není u palem až tak výjimečný jev. Zajímavé jsou však její plody. Ořechy této palmy mají v průměru 40 až 50 cm a váží až 30 kg. Tyto palmy jsou dvoudomé rostliny, tedy s oddělenými samčími a samičími květy, a rostou zpravidla vedle sebe, aby jejich květy mohly být snadno opylovány větrem. Samčí květ připomíná velkou, více než 50 cm dlouhou jehnědu a samičí květ je podobný dlouhému kalichu. To patrně vedlo ke vzniku legendy, že se tyto palmy v noci milují a tak vznikají jejich plody, které ukrývají největší semeno v rostlinné říši. Jeho délka je okolo 30 cm, šířka 20 cm a váží až 17 kg. (Semena jiných palem mají běžně průměr okolo 3 cm.) Tvar semena není kulatý, jak je běžné, nýbrž může připomínat lidské hýždě či plíce. Plody dozrávají za 6 až 7 let.

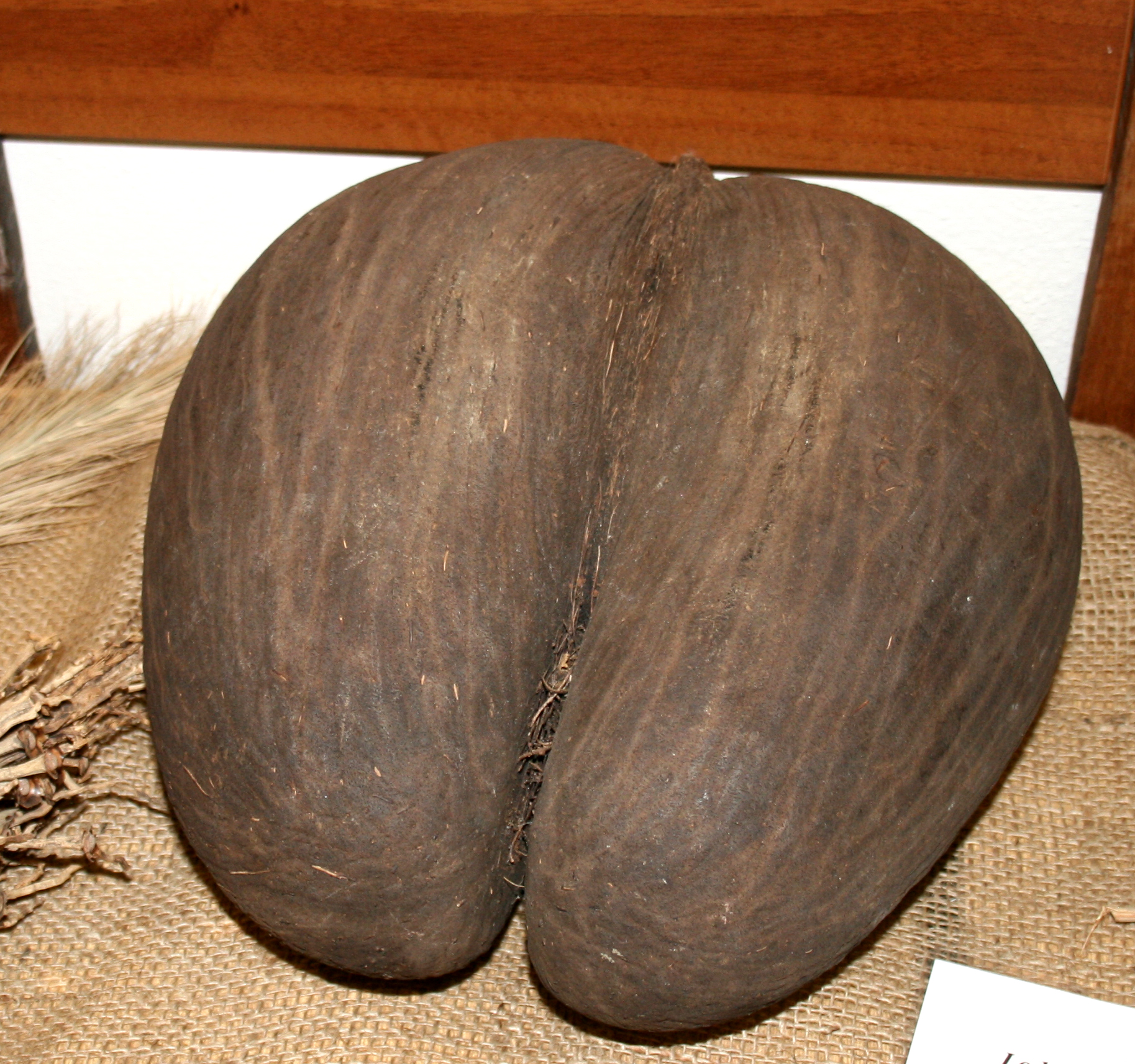
Semeno Lodoicey seychelské ze sbírek Botanické zahrady Praha

## Etymologie
Rodové jméno Lodoicea, ae, f. je samozřejmě latinského původu a bylo zvoleno na počest francouzského krále Ludvíka XV., latinsky Lodoicus Quintus Decimus. Maldivica znamená Maledivská. To odkazuje na historii objevování tohoto druhu, kdy jeho obrovská semena byla po staletí nalézána na pobřeží jižní Indie a Malediv, kam je zanesly mořské proudy, aniž by kdokoliv viděl mateřský strom. To také zapříčinilo spoustu pověr o jejich vzniku a také o jejich zázračných, léčivých vlastnostech. Ty vzaly za své až v polovině 18. století po kolonizaci Seychelských ostrovů Evropany (Francií) a následném objevení těchto palem na ostrovech.

## Zajímavost
Semena této endemické palmy je takřka nemožné získat. Na Seychelách je toto semeno turistickou atrakcí, a tak Seychelská vláda nepustí do světa ročně více než deset kusů. Ty pak končí povětšinou v botanických zahradách či muzeích. Jedno z těchto semen vlastní také Botanická zahrada v Praze, která ho vystavuje vždy v létě u příležitosti výstav palem a cykasů.